# Кубинская ночная акула
Куби́нская ночна́я аку́ла (лат. Carcharhinus signatus) — один из видов рода серых акул из одноимённого семейства Carcharhinidae отряда кархаринообразных (Caracharhiniformes). Эти акулы обитают в умеренных и тропических водах Атлантического океана. Они предпочитают держаться у края внешнего континентального шельфа и в верхней части континентального склона. Эти акулы чаще всего встречаются на глубине 5—600 м и совершают суточные вертикальные миграции, проводя день в более глубоких водах и поднимаясь ночью к поверхности.  У северо-восточных берегов Бразилии они в большом количестве собираются на разной глубине вокруг подводных гор. У кубинской ночной акулы стройное, обтекаемое туловище, средняя  длина около 2 м. Эту акулу можно отличить по длинному заострённому рылу и большими зелёными глазам (при жизни). Окраска тёмная серо-голубая или коричневая, брюхо белое.
Кубинские акулы являются активными ночными хищниками, которые питаются в основном небольшими костистыми рыбами и кальмарами. Это живородящий вид акул, у которых спаривание происходит летом. Беременность длится один год. В помёте бывает 12—18 акулят.  Поскольку эти акулы предпочитают держаться на глубине, они не представляют опасности для человека. В западной части Атлантического океана они случайно ловятся ярусами, поставленными на тунцов и рыбу-меч, а также являются объектом целевого ярусного промысла на северо-востоке Бразилии. Кубинские ночные акулы высоко ценится за свои плавники и, кроме того, как источник мяса, жира и рыбной муки. Однако в мясе большинства акул, пойманных на северо-востоке Бразилии, была обнаружена ртуть в небезопасной концентрации.
Из-за низкой репродуктивной скорости и исторически подтверждённому уменьшению ареала Международный союз охраны природы (МСОП) присвоил кубинской ночной акуле охраняемый статус «Уязвимый» (VU).

## Таксономия
Первое научное описание кубинской ночной акулы опубликовал кубинский зоолог Филипе Поэй в 1868 году в одном из отчетов серии Repertorio fisico-natural de la isla de Cuba. Он описал комплект акульих челюстей и дал новому виду название Signatus Hypoprion. В 1973 году Леонард Компаньо признал род Hypoprion и Carcharhinus синонимами . Экземпляр, на основании которого вид был описан, не сохранился. Видовое название связано с тем, что особей этого вида вылавливали в основном в ночное время.

## Распространение и среда обитания
Кубинские ночные акулы обитают вдоль внешнего края континентального шельфа и верхней части континентального склона Атлантического океана, от штата Массачусетс до Аргентины на западе, в том числе в Мексиканском заливе и Карибском море, и от Сенегала до северной Намибии на востоке. У берегов Соединённых Штатов она часто встречается в прибрежных водах Северной Каролины и Флориды (в частности, во  Флоридском проливе) и реже в других местах. 
Есть сомнительные данные о присутствии этого вида у тихоокеанского побережья Панамы.
Ночная кубинская акула — глубоководный вид, который опускается на глубину до 2 км, хотя иногда его можно встретить в пределах 26 м от поверхности. На юго-восточном побережье США этих акул обычно ловят на глубине 50—600 м. У берегов северо-восточной  Бразилии этот вид акул наиболее часто встречается у вершин подводных гор на глубине 38—370 м. У побережья Западной Африки кубинские ночные акулы держатся на глубине 9—285 м, где температура воды составляет 11—16 °C, солёность — 36 ‰, а уровень растворенного в воде кислорода — 1,81 мл/л. Ежегодные изменения в добыче кубинских ночных акул могут свидетельствовать о совершаемых ими сезонных миграциях.

## Описание

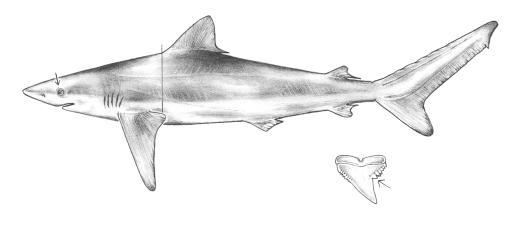

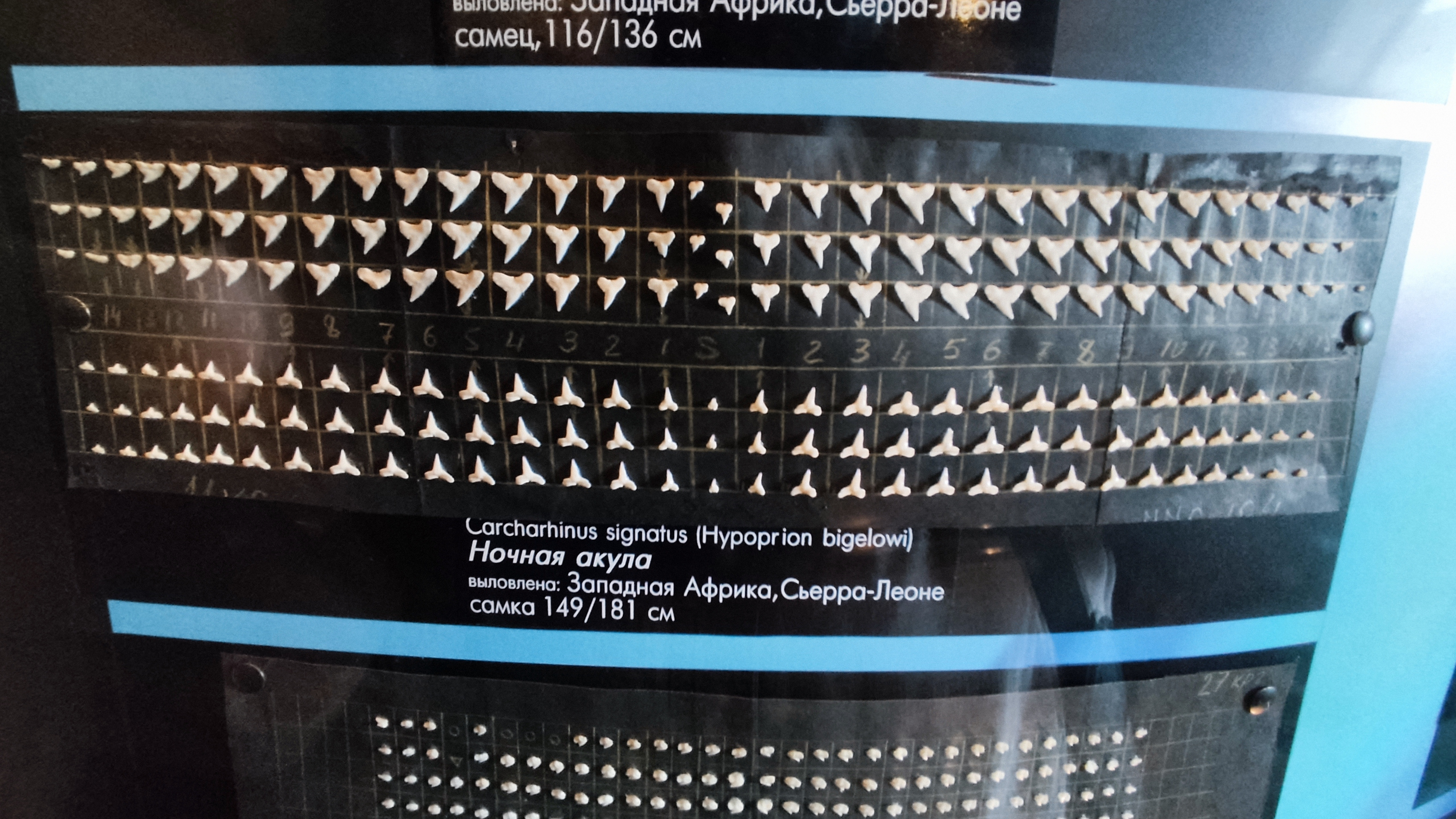
Зубы кубинской ночной акулы на судне «Витязь» в Музее мирового океана в Калининграде

У кубинских ночных акул тонкое туловище с удлинённым и заострённым рылом. Ноздри окружены кожными складками. Глаза большие, круглые, при жизни зелёные, оснащены мигательными перепонками, зрачок в форме овала. Во рту по 15 рядов зубов с каждой стороны обеих челюстей, а также 1—2 зуба на симфизе верхней и один зуб на симфизе нижней челюсти. Каждый верхний зуб имеет у основания зубчатые края, гладкое узкое остриё; к углам челюсти зубы имеют всё больший наклон. Количество и размер зазубрин по краю зубов  увеличивается с возрастом. Нижние зубы расположены вертикально и имеют гладкие края. У кубинской ночной акулы пять пар довольно коротких жаберных щелей.
Длина грудных плавников составляет не менее 1/5 от общей длины тела, кончики закруглены. Первый спинной плавник сравнительно небольшой, треугольной формы, его основание лежит позади каудальных свободных концов грудных плавников. Второй спинной плавник значительно меньше первого, его основание находится слегка впереди анального плавника. Между первым и вторым спинными плавниками имеется гребень.
Плакоидные чешуйки лежат неплотно и лишь слегка накладываются друг на друга. Каждая чешуйка имеет форму ромба с горизонтальными гребнями (3 у неполовозрелых особей, 5—7 у взрослых акул), оканчивающихся зубчиками. Окраска серо-голубая или коричневая, брюхо беловатое, пятная на плавниках отсутствуют. По бокам проходит слабая полоса, иногда по спине разбросаны небольшие чёрные пятна. Этот вид обычно вырастает до 2,0 м в длину. Максимальный зафиксированный размер и вес составляют 2,8 м и 76,7 кг, соответственно.

## Биология и экология
Быстрые и энергичные кубинские ночные акулы охотятся в основном на небольших костистых рыб, таких как кефаль, скумбрия, масляная рыба, сибас и летучая рыба. Кальмары и креветки тоже входят в их рацион. Охота происходит в ночное время, пик приходится  на рассвет и сумерки. Акулы, как правило, охотятся в стае и совершают суточные вертикальные миграции, проводя день на глубине 275—366 м и поднимаясь вверх до 183 м в ночное время. Беременные самки редко попадаются на крючок, из чего можно предположить, что в течение этого периода они прекращают питаться и отдаляются от сородичей.  Потенциально кубинские ночные акулы могут стать жертвой крупных акул.

### Размножение и жизненный цикл

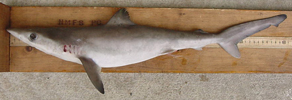
Молодая кубинская ночая акула

Подобно прочим представителям рода серых акул, кубинские ночные акулы являются живородящими. Развивающиеся эмбрионы получают материнское питание через плаценту, образованную опустевшим желточным мешком.
Взрослые самки имеют один функциональный  яичник (справа) и две функциональные матки, разделённые на отдельные отсеки для каждого эмбриона. В матке эмбрионы лежат продольно, с головой, направленной в ту же сторону, что и голова матери. Спаривание происходит в течение всего лета. В качестве прелюдии к совокуплению самцы кусают самок, оставляя на теле и плавниках шрамы. Беременность длится один год, в помёте 4—18 акулят (обычно 12 и более). Эмбрионы на разных стадиях развития были обнаружены как в феврале, так и в июне, из чего можно предположить, что роды происходят в течение нескольких месяцев. На континентальном шельфе на широте 34°ю. ш. предположительно существуют природные питомники, в которых новорожденные появляются на свет. Длина новорожденной акулы 50—72 см, прирост в первый год жизни составляет 25 см, что соответствует 38 %  длины тела. Такой быстрый темп роста помогает сократить период, когда маленькие акулы являются наиболее уязвимыми для хищников, аналогичный темп роста наблюдается у шёлковых акул (Сarcharhinus falciformis). Когда акулы достигают зрелого возраста, темп роста замедляется до 8,6 см в год. Самцы и самки растут с одинаковой скоростью. Самцы достигают половой зрелости при длине 1,8—1,9 м, что соответствует возрасту 8 лет, а самки при в длине 2,0—2,1 м, что соответствует возрасту 10 лет. Максимально зафиксированная продолжительность жизни составляет 17 лет. На основе кривых роста максимальная продолжительность жизни оценивается в 28 лет у самцов и 30 лет у самок.

## Взаимодействие с человеком
Поскольку кубинские ночные акулы обитают на значительной глубине, они не представляют опасности для людей. Этот вид ценится за большие плавники, которые идут на экспорт, также используют мясо, жир печени и хрящи. Традиционно эта акула добывается в качестве прилова в ходе пелагического ярусного промысла рыбы-меч (Xiphius gladius) и тунца в западной части Атлантического океана. С 1991 года она стала объектом ярусного промысла у северо-восточного побережья Бразилии, где акулы собираются в стаи и становятся лёгкой добычей. Около 90 % улова акул и скатов в этой области в настоящее время составляют кубинские ночные акулы; причём из них 89 % — неполовозрелые особи. Тем не менее, исследование показало, что в теле кубинских ночных акул, пойманных у северо-восточных берегов Бразилии, накапливается ртуть, вероятно, поступающая из пищи. В теле 92 % исследованных акул концентрация ртути оказалась выше допустимого уровня, установленного бразильским законодательством, и составила 1,742 мг/кг. Таким образом, ВОЗ признала, что без ущерба для здоровья можно употреблять только 0,1 кг мяса кубинской ночной акулы в день.
Международный союз охраны природы (МСОП) оценил статус сохранности кубинских ночных акул в целом как «Уязвимый» (VU), на основании медленной скорости репродукции и снижения численности под давлением рыбного промысла. Когда-то этот вид был основным объектом кустарного рыболовства на Кубе и составлял до 60—75 % от всего улова с 1937 по 1941 год, прежде чем его численность существенно снизилась в  1970-х годах. Кроме того, доля ночных кубинских ночных акул в улове пелагического ярусного промысла на юго-востоке США снизилась  с 26,1 % (1981—1983 годы) до 0,3—3,3 %  (1993—1994 годы), сопоставимое  снижение наблюдалось на юге Флориды в ходе соревнований по спортивному рыболовству в  1970-х годах. [1] В настоящее время интенсивный целевой промысел у берегов Бразилии продолжает вызывать опасения, хотя давление на кубинских ночных акул может быть ослаблено за счёт смещения интереса в сторону добычи рыбы-меч и большеглазого тунца (Thunnus obesus). Информации о численности кубинской ночной акулы в восточной части Атлантического океана недостаточно, поэтому МСОП присвоила этой популяции региональный статус «Недостаток данных» (DD).